# Shirakiopsis virgata
Shirakiopsis virgata là một loài thực vật có hoa trong họ Đại kích. Loài này được (Zoll. & Moritzi ex Miq.) Esser miêu tả khoa học đầu tiên năm 1999.